# إبراهيم مدخلي
إبراهيم أحمد عبد الله مدخلي لاعب كرة قدم سعودي .

## نبذة
بدأ إبراهيم مدخلي اللعب تدريجياً، حيث كانت بدايته في نادي الرياض سنة 2001 وحتى سنة 2006، ووقع احترافه معه موسم 2002-2003، لعب في خانة الظهير الأيسر، وحمل أرقام 17 و 20 و 6، وسجل 6 أهداف خلال تلك الفترة.
كما لعب لنادي النصر السعودي من سنة 2007 إلى سنة 2009، حمل رقمي 20 و 26، حيث تم التوقيع معه خلال منتصف موسم 2006-2007، حيث حقق حينها المركز الأول لكأس الأمير فيصل لعام 2007-2008. وأيضاً المركز الثاني في بطولة الخليج للأندية لموسم 2008-2009. كما حقق المركز الثاني لكأس الأمير فيصل في نفس الموسم.
لاحقاً لعب لنادي الفيصلي، حيث وقع معه في موسم 2009-2010 واستمر حتى موسم 2011. ولعب في مركز الظهير الأيسر، وقلب الدفاع. وحمل الرقم 26، وحقق مع نادي الفيصلي درع الصعود لأندية الدوري الممتاز، وسجل 3 أهداف خلال تلك الفترة.
و لعب بعدها مع الرائد ووقع بعدها مع نادي القيصومة و وقع بعدها مع نادي الشرق ونادي النجمة .

## روابط خارجية
- إبراهيم مدخلي على موقع قاعدة بيانات كرة القدم.إي يو (الإنجليزية)
- إبراهيم مدخلي على موقع Soccerway.com (الإنجليزية)